# Krasowo
Krasowo (do 1945 niem. Vorwerk Kerngrund) – opuszczona osada, oznaczona jako łąka, położona w Polsce, w województwie zachodniopomorskim, w powiecie polickim, w gminie Kołbaskowo. Znajdowała się ok. 800 m na płd.-wsch. od Kamieńca.
W odległości ok. 800 m na wschód od Krasowa, nad niewielkim strumieniem, znajdował się młyn wodny i karczma Schwarze Katze (po II wojnie światowej nazwana Czarną Chatą), popularny przed II wojną światową cel wycieczek szczecinian. W odległości ok. 500 m na płn.-wsch. znajduje się grodzisko słowiańskie Święta Góra. W tej okolicy 16 lutego 2023 powstał rezerwat przyrody Kamienieckie Wąwozy im. prof. Janiny Jasnowskiej. 

## Historia
Osada powstała jako folwark majątku rycerskiego Kamieniec. W 1864 do folwarku należało 200 mórg ziemi; uprawiano łubin, żyto, ziemniaki. W 1939 mieszkało tu 15 osób. Osadę zniszczono w trakcie walk wojennych w kwietniu 1945 i wówczas nie odbudowano. Nie zasiedlone budynki rozebrano w latach 50. XX w.
Nazwę Krasowo wprowadzono urzędowo w 1947 roku.